# Canyon de Chelly nationalmonument

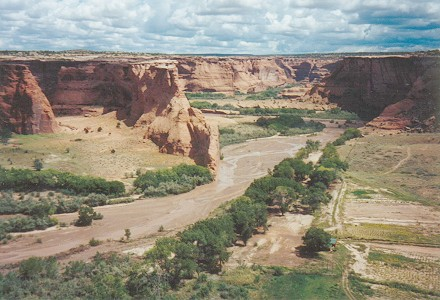
Canyon de Chelly nationalmonument

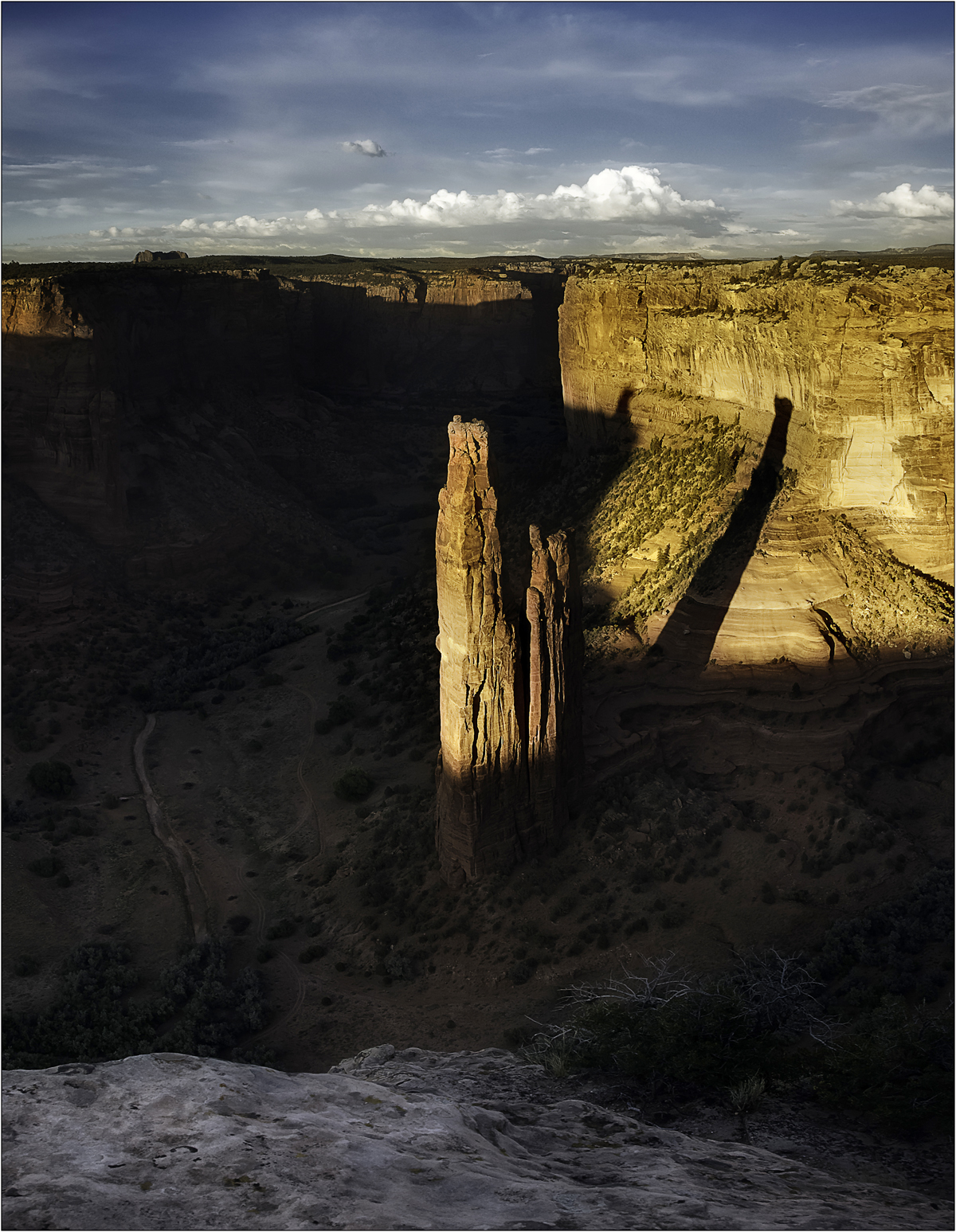
Spider Rock in Canyon de Chelly

Canyon de Chelly nationalmonument ligger i Apache County i delstaten Arizona i USA. Administreras av Navajo-indianer. Det bor också Navajo-indianer på området.
Förutom en storslagen kanjon finns det välbevarade historiska lämningar och byggnader från tidiga samhällen.